# ФАР
Вижте пояснителната страница за други значения на Фар.
ФАР (PHARE) е сред 3-те програми на Европейския съюз за подпомагане на държавите от Централна и Източна Европа при подготовката им за присъединяване към ЕС.
Официално създадена през 1989 г. като програма „Полша и Унгария: подпомагане за преструктуриране на техните икономики“ (на английски: Poland and Hungary: Assistance for Restructuring their Economies, PHARE), ФАР се превръща в масивна организация, която обслужва 10 страни. По тази програма се подпомагат осем от десетте държави членки, приети за членове на ЕС от 2004 г.: Чехия, Естония, Унгария, Латвия, Литва, Полша, Словакия, Словения и двете държави, приети през 2007 г. (България и Румъния) в период на мащабни икономически и политически промени.
До 2000 г. държавите от Западните Балкани (Албания, Република Македония и Босна и Херцеговина) също се възползват от програмата, докато от 2001 г. финансовата стабилност продължава да се подпомага чрез програмата CARDS (Community Assistance for Reconstruction, Development and Stability in the Balkans).

## Цели
1. Укрепване на публичната администрация и институциите, за да функционират ефективно в рамките на Европейския съюз.
2. Насърчаване на сближаването със законодателството на Европейския съюз (достиженията на правото на Общността) и намаляване на нуждата от преходни периоди.
3. Насърчаване на икономическото и социално сближаване.

Тези насоки са допълнително прецизирани през 1999 г. със създаването на програмите САПАРД и ИСПА, които поемат отговорност за развитие на селското стопанство и селските райони (САПАРД) и инфраструктурни проекти в областта на околната среда и транспорта (ИСПА), и позволяват на ФАР да се съсредоточи върху ключовите си приоритети, извън тези тези области.
Като се има предвид, че всичките 10 страни, кандидатки за ФАР, вече са държави членки на Европейския съюз, в рамките на програма ФАР са направени значителни изменения. 2003 е крайната година за изготвяне на програми за новите държави членки, но договарянето на проекти ще продължи до 2005, а плащанията по тези договори могат да продължат до 2006 година. Все пак, като се има предвид спиране на делегациите в новите държави членки и замяната им с по-малки Представителства, от май 2004 г., новите държави членки трябва да поемат пълната отговорност за управлението на програма ФАР чрез процес на разширена децентрализация.